# The Evil Thereof
The Evil Thereof é um curta-metragem de drama mudo produzido nos Estados Unidos e lançado em 1913.